# Les Misérables (film, 1935)
Pour les articles homonymes, voir Les Misérables (homonymie).
Pour plus de détails, voir Fiche technique et Distribution.
Les Misérables est un film américain réalisé par Richard Boleslawski, sorti en 1935.
L’intrigue du film suit essentiellement le roman de Victor Hugo Les Misérables sans toutefois être une adaptation fidèle.

## Fiche technique
- Titre : Les Misérables
- Réalisation : Richard Boleslawski
- Scénario : W.P. Lipscomb d'après Les Misérables de Victor Hugo
- Production : Darryl F. Zanuck et William Goetz
- Société de production : 20th Century Pictures
- Photographie : Gregg Toland
- Direction artistique : Richard Day
- Décors de plateau : Julia Heron (non-créditée)
- Costumes : Omar Kiam
- Montage : Barbara McLean
- Présentation : Joseph M. Schenck
- Pays de production : États-Unis
- Format : Noir et blanc - 1,37:1 - Mono
- Genre : Drame
- Durée : 108 minutes
- Dates de sortie :
  - États-Unis : 3 avril 1935 (première)
  - États-Unis : 20 avril 1935 (sortie nationale)

## Distribution
- Fredric March : Jean Valjean / Champmathieu
- Charles Laughton : Inspecteur Javert
- Cedric Hardwicke : Monseigneur Bienvenu
- Rochelle Hudson : Cosette
- Florence Eldridge : Fantine
- John Beal : Marius
- Frances Drake : Éponine
- Ferdinand Gottschalk : Thénardier
- Jane Kerr : Mme Thenardier
- Marilyn Knowlden : Petite Cosette
- Jessie Ralph : Mme Magloire
- Mary Forbes : Mlle Baptiseme
- Florence Roberts : Toussaint
- Charles Haefeli : Brevet
- John Bleifer : Chenildieu
- Leonid Kinskey : Genflou
- Harry Semels : Cochepaille
- Eily Malyon : Mère supérieure
- John Carradine : Enjolras
- Ian Maclaren : Jardinier en chef

Acteurs non crédités
- Everett Brown : Prisonnier
- William P. Carleton : Premier juge à Arras
- Davison Clark : Marcin
- Robert Greig : Gouverneur de la prison
- Frank Hagney : Galérien
- Gertrude Hoffmann : Infirmière
- Mary MacLaren : Infirmière
- George MacQuarrie : Concierge à Arras
- G. Raymond Nye : Jacques

## Différence avec le roman
- Si vous ne connaissez pas le sujet, laissez ce bandeau (vous pouvez alors contacter les auteurs).
- Si vous supprimez le contenu mis en cause (vous pouvez préalablement contacter les auteurs),

argumentez précisément cette suppression dans la page de discussion
(un manque de référence n'est pas un argument ; une recherche réelle de référence doit avoir été effectuée, être formellement documentée).
Cette adaptation a apporté beaucoup de changements, dont certains peuvent également être trouvés dans des adaptations ultérieures :
- Le procès de Valjean, sa vie de condamné et sa libération sont présentés chronologiquement, alors que dans le roman, sa vie antérieure est présentée en flashback. De plus, le roman commence par présenter l’évêque, alors que dans le film il n’apparaît que lorsque Valjean arrive à sa porte.
- Le film commence avec Valjean condamné en 1800 pour dix ans, plutôt qu’en 1796 pour cinq ans.
- Alors que le mot « galères » était encore utilisé jusqu’à la fin du XIXe siècle pour désigner le Français Bagnios,la peine réelle d’envoyer quelqu’un dans les galères a été abolie au milieu du XVIIIe siècle. Les galères dépeintes dans ce film sont un énorme anachronisme.
- Dans le film, Javert est montré en train d’être affecté aux galères et de voir la démonstration de force de Valjean au début. Dans le roman, il n’est présenté qu’après que Valjean soit devenu maire.
- Le prénom de Javert est donné comme Émile, alors que dans le roman, il n’est jamais donné.
- Dans le film, le numéro de prison de Valjean est 2906, tandis que dans le roman, il est 24601.
- Dans le roman, Javert est décrit comme un homme grand, avec une petite tête, des yeux enfoncés, de gros flancs et de longs cheveux suspendus au-dessus de ses yeux, ce qui diffère grandement de l’apparence de Charles Laughton,et sa version de Javert dans le film porte des vêtements différents de ceux du roman.
- Valjean est libéré après la peine de 10 ans, malgré la mention d’une tentative d’évasion. Dans le roman, il passe 19 ans en prison, après avoir eu plus de temps pour tenter de s’échapper. Il reçoit toujours un passeport jaune, le qualifiant d’homme violent pour ses tentatives.
- Dans le film, il n’est pas fait mention de Fantine vendant ses cheveux et ses dents, ou devenant prostituée, pour payer ses paiements aux Thénardier. Lorsqu’elle confronte Valjean, elle semble être habillée comme une prostituée, mais ni Valjean ni Javert ne font aucune référence à ses vêtements.
- Dans le film, Valjean amène Cosette à Fantine avant que Fantine ne meure, tandis que dans le roman, Cosette ne recoude pas sa mère et n’est pas informée de l’identité ou du destin de sa mère jusqu’à ce que Valjean soit sur son propre lit de mort, à la fin du roman.
- L’auberge des Thénardier s’appelle « Le sergent à Waterloo » dans le roman, mais est appelée « Le brave sergent » dans le film.
- Dans le roman, Valjean paie 1 500 francs à Thénardier pour régler les dettes de Fantine et prend Cosette, les Thénardier apparaissent à Paris quelques années plus tard. Aucune discussion concernant les intentions de Valjean n’a lieu dans le film; après avoir parlé avec Cosette seule, Valjean est vu en route avec elle et les Thénardier ne sont plus revus.
- Dans le roman, seuls trois prisonniers (Brevet, Chenildieu et Cochepaille) identifient Champmathieu comme étant Valjean, au tribunal. Le film ajoute un quatrième condamné, Genflou, aux témoins.
- Dans le film, Valjean et Cosette se rendre au couvent avec une lettre d’introduction de M. Madeleine, alors que dans le roman, ils sont tombés sur le couvent par pure coïncidence en fuyant Javert.
- On voit Valjean sauver un homme dont la charrette était tombée sur lui, ce qui éveille les soupçons de Javert, mais le film ne mentionne pas que cet homme(Fauchelevent)et le jardinier du couvent sont la même personne.
- Marius rencontre Valjean et Cosette alors qu’ils montent dans le parc où il prononce un discours, alors que dans le roman il se promène simplement dans le jardin du Luxembourg quand il les voit.
- Le rôle d’Éponine est changé par rapport au roman. Dans le film, elle est la secrétaire de la société révolutionnaire à laquelle Marius appartient. Dans le roman, elle est la fille des Thénardier, et n’est pas liée à la société révolutionnaire. Le film ne mentionne pas qu’elle est la fille des Thénardier.
- Gavroche est entièrement coupé.
- Dans le roman, Enjolras est le chef des révolutionnaires et Marius n’est même pas un disciple très fidèle (il est un bonapartiste avec des idées différentes de celles de ses amis). Dans le film, Marius est le leader. De plus, l’objectif des étudiants n’est pas une démocratie mais d’améliorer les conditions dans les galères Français. Marius dit lui-même : « Nous ne sommes pas des révolutionnaires. »
- Dans le film, Éponine délivre le message de Marius à Cosette, que Valjean intercepte, obligeant Valjean à venir à la barricade pour sauver Marius. Dans le roman, Gavroche le livre.
- Dans le film, Javert poursuit Valjean et Marius dans les égouts, ce qu’il ne fait pas dans le roman, bien qu’il rencontre Valjean quand il sort des égouts, après y avoir poursuivi Thénardier.
- Valjean amène Marius chez Valjean et Cosette, tandis que dans le roman Valjean amène Marius chez le grand-père de Marius, M. Gillenormand,qui n’apparaît pas dans le film. De plus, alors que Valjean pense que Javert l’attend et qu’il s’en va, il donne des instructions à Marius et Cosette, y compris de toujours s’aimer et de laisser les chandeliers à Cosette, qui dans le roman apparaissent dans sa scène de lit de mort.
- Dans le film, Valjean cache le fait qu’il s’attend à ce que Javert l’arrête en réitérant à Cosette et Marius son projet de déménager en Angleterre.
- Le film se termine par le suicide de Javert, tandis qu’à la fin du roman Valjean meurt de chagrin après avoir été séparé de Cosette, parce que Marius a rompu tous les liens avec lui après avoir appris le passé de condamné de Valjean, mais tous deux arrivent pour le voir avant qu’il ne meure.